# Rhopalopsole baishanzuensis
Rhopalopsole baishanzuensis is een steenvlieg uit de familie naaldsteenvliegen (Leuctridae). De wetenschappelijke naam van de soort is voor het eerst geldig gepubliceerd in 2006 door Yang & Li.